# 厚短蕊茶
厚短蕊茶（学名：Camellia pachyandra）为山茶科山茶属的植物，为中国的特有植物。分布于中国大陆的云南等地，生长于海拔1,500米至1,800米的地区，一般生于杂木林，目前尚未由人工引种栽培。